# Chutes de la Loufoulakari
Chutes de la Loufoulakari är två vattenfall i Kongo-Brazzaville, strax ovanför floden Loufoulakaris mynning i Kongofloden. De ligger i departementet Pool, i den södra delen av landet, 50 km sydväst om huvudstaden Brazzaville. Fallen, som besjöngs av Youlou Mabiala, tappade turism på grund av inbördeskriget 1997–1999, men har sedan slutet av 2010-talet åter fått besökare.